# 吳誠 (景泰進士)
吳誠（1423年—？），字尚忠，浙江杭州府錢塘縣人，民籍，明朝政治人物。進士出身。

## 生平
浙江鄉試第六十三名。景泰二年（1451年）辛未科會試第九十八名，殿試登進士第三甲第三十二名。累官都察院右副都御史，巡撫湖廣。成化十六年（1480年），朝廷復設雲南巡撫，命吳誠往任。

## 家族
曾祖父吳子昌。祖父吳原敬。父亲吳士寧。